# Марцун, Мария Антоновна

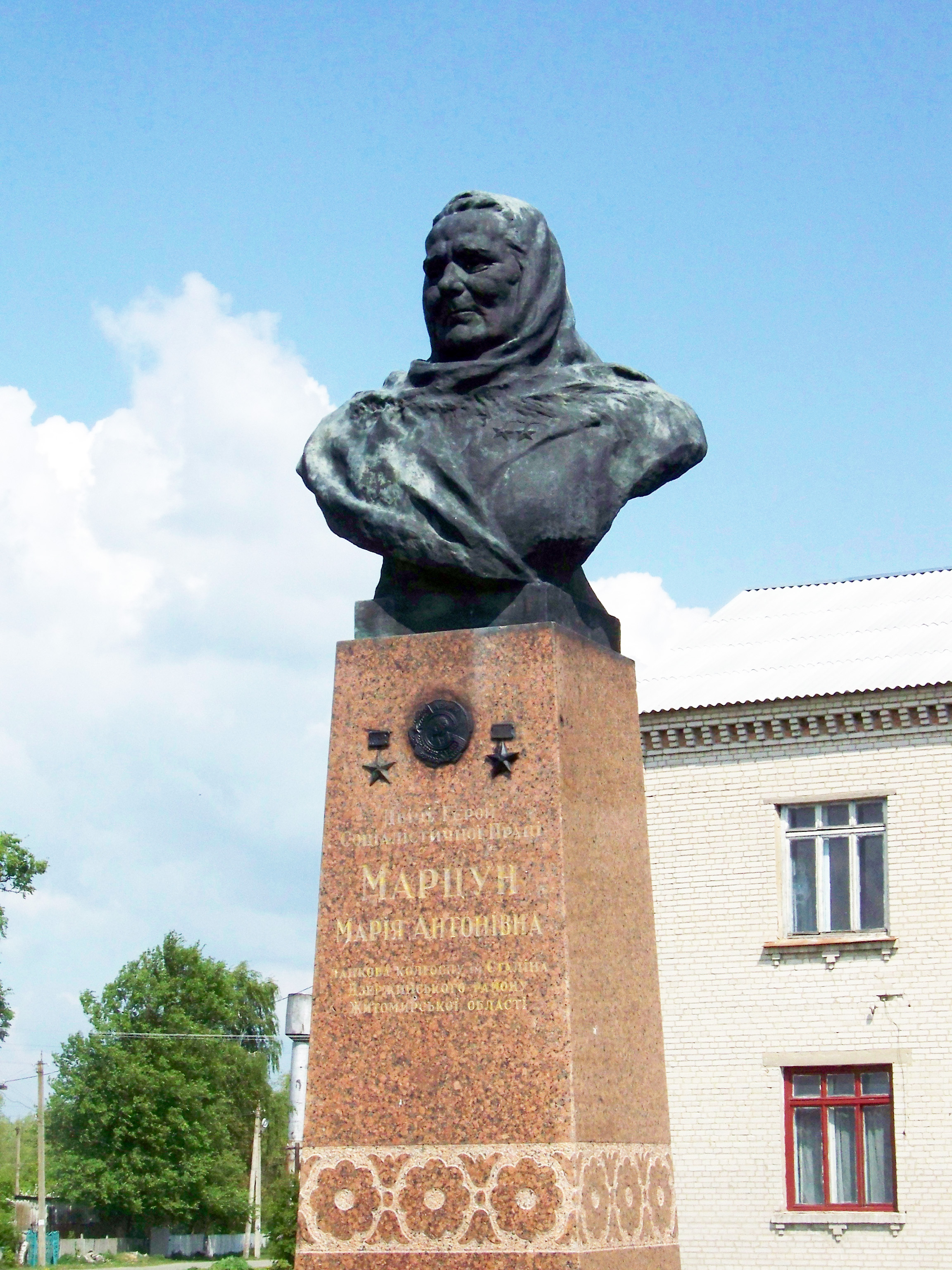
Памятник Марии Антоновне Марцун в селе Камень, Романовского района, Житомирщина

Мария Антоновна Марцун (1894—1970) — новатор колхозного производства, звеньевая колхоза «Украина» Дзержинского (Романовского) района Житомирской области УССР.
Дважды Герой Социалистического Труда (1953, 1958).

## Биография
Родилась 6 апреля (25 марта по старому стилю) 1894 года в селе Булдычев (ныне Романовского района Житомирской области).
С 1934 по 1959 годы работала звеньевой колхоза «Украина» Дзержинского района Житомирской области. Известна высокими урожаями сахарной свёклы. До 1941 года урожаи в звене Марцун Марии в среднем составляли (с 1 га): сахарной свёклы — до 500 центнеров, проса — 48 центнеров, ячменя — 33 центнера, картофеля — 300 центнеров.
С 1960 года — на пенсии.
Член КПСС с 1949 года. Делегат XVII—XIX-го съездов КП Украины.
Умерла 20 июля 1970 года там же, где родилась.

## Награды
- Дважды Герой Социалистического Труда:
  - 03.11.1953 — за высокие урожаи сахарной свеклы[2],
  - 26.02.1958 — за успехи в развитии сельского хозяйства.
- Награждена 3 орденами Ленина, медалями, 4 большими золотыми и 4 бронзовыми медалями ВСХВ.
- Почётная звеньевая колхоза «Украина».

## Память
Имеется «Музей хлеборобской династи им. М. А. Марцун». Создан в 1979 году в ознаменование и увековечивание трудовых заслуг хлеборобской династии дважды Героя Социалистического Труда — Марии Марцун и её последователей. Расположен музей в центре села возле клуба. Ему присвоено звание «народный». В музее размещено 4 экспозиционных раздела, где насчитывается около 130 экспонатов.
На её родине установлен бронзовый бюст.
Сын - Герой Социалистического Труда Дмитрий Дорофеевич Марцун.